# Haciendo tenis
L'Haciendo tenis è stato un torneo professionistico di tennis giocato su campi in terra rossa. Faceva parte dell'ITF Women's Circuit, nella categoria $25.000 Si è giocata una sola edizione a Buenos Aires in Argentina.

## Albo d'oro

### Singolare
| Anno | Campionessa              | Finalista          | Punteggio     |
| ---- | ------------------------ | ------------------ | ------------- |
| 2011 | Patricia Mayr-Achleitner | Florencia Molinero | 0–6, 6–2, 6–2 |

### Doppio
| Anno | Campionesse                                  | Finaliste                         | Punteggio        |
| ---- | -------------------------------------------- | --------------------------------- | ---------------- |
| 2011 | María Fernanda Álvarez Terán Paula Ormaechea | María Irigoyen Florencia Molinero | 4–6, 7–5, [10–4] |